# طاهر صبیروف
طاهر صبیروف (روسی: Тахир Сабиров؛ ۲۱ دسامبر ۱۹۲۹ – ۳۰ مهٔ ۲۰۰۲) کارگردان فیلم، بازیگر، فیلم‌نامه‌نویس و تهیه‌کننده اهل کشور اتحاد جماهیر شوروی سوسیالیستی و تاجیکستان بود.
از فیلم‌هایی که وی در آن نقش داشته‌است می‌توان به بهاری بی‌نظیر اشاره کرد. او همچنین فیلم آخرین شب شهرزاد را ساخته است.
وی برندهٔ جوایزی همچون نشان پرچم سرخ کار شده‌است.